# Леонхард II фон Фраунберг-Хаг
Леонхард II фон Фраунберг-Хаг (на немски: Leonhard II von Fraunberg, Graf zum Haag; * ок. 1468; † 27 септември 1511, Виена) от род фон Фраунберг от района на Ердинг, е граф на Хаг в Горна Бавария.

## Произход
Той е вторият син (от 5 деца) на граф Зигмунд фон Фраунберг-Хаг (1437 – 1521, Виена) и съпругата му Маргарета фон Айхперг († 1506), дъщеря на Гебхард фон Айхберг-Зьолденау († ок. 1480) и Агнес фон Валдау. Внук е на фрайхер Ханс VII фон Фраунберг-Хаг (1405 – 1478) и Маргарета фон Фраунберг († 1480).
Брат е на граф Волфганг II фон Фраунберг-Хаг († 1517). Сестра му Елизабет фон Фраунберг-Хаг се омъжва на 5 март 1492 г. за фрайхер Лео фон Щауфен († 1522). Сестра му Катарина фон Фраунберг-Хаг († сл. 1521) се омъжва за Ханс фон Клозен († 1527).

## Фамилия
Леонхард II фон Фраунберг-Хаг се жени пр. 1 януари 1489 г. за ландграфиня Амалия фон Лойхтенберг (* 23 юни 1469; † 30 януари 1538, Ротвайл), дъщеря на ландграф Фридрих IV фон Лойхтенберг-Грюнсфелд († 1487) и графиня Доротея фон Ринек († 1503). Те имат четири деца:
- Ладислаус фон Фраунберг-Хаг (* 1505; † 31 май 1566), последният от род Фраунберг, женен I. за маркграфиня Салома фон Баден-Дурлах († 1551/1559), II. 1555 г. за принцеса Емилия Новерело Ровела ди Пио е Карпо от Ферара
- Линхарт III фон Фраунберг-Хаг († 1541)
- Маргарета фон Фраунберг-Хаг († 1569)
- Максимилиана фон Фраунберг-Хаг († 14 септември 1559), омъжена I. на 6 септември 1538 г. в Матигхофен за граф Карл I фон Ортенбург (* 1501; † 15 октомври 1552), II. 1555 г. за Фридрих фон Валдщайн (* ок. 1502; † 13 юли 1569)

Вдовицата му Амалия фон Лойхтенберг се сгодява на 17 март 1524 г. и се омъжва втори път на 30 ноември 1525 г. за граф Вилхелм Вернер фон Цимерн (1485 – 1575).

## Галерия
- Герб на род фон (и цу) Фраунберг, 1605
- Замък Фраунберг
- Замък Хаг